# هومر دودلي
هومر دودلي (بالإنجليزية: Homer Dudley)‏ هو مهندس أمريكي، ولد في 14 نوفمبر 1896 في فرجينيا في الولايات المتحدة، وتوفي في 1987.